# Qiang

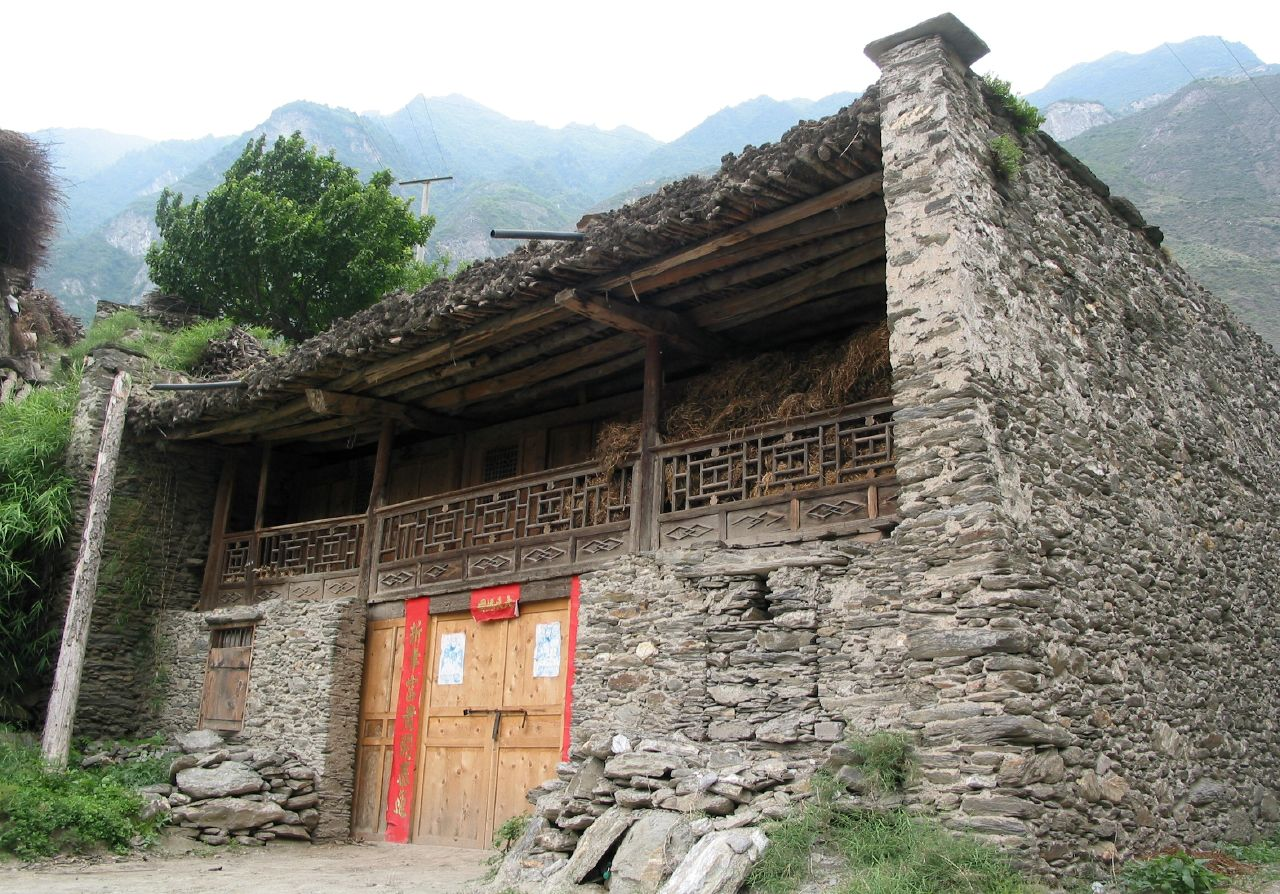
Traditionele Qiang architectuur

De Qiang (Chinees: 羌族; pinyin: Qiāngzú) zijn een volk in China, dat voornamelijk leeft in de provincie Sichuan. Het is erkend als een van de 56 officieel erkende etnische groepen in China. Er is een speciale Autonome Tibetaanse & Qiang prefectuur Ngawa, waar de Qiang samen met de Tibetanen een autonome status genieten. Hoewel de huidige omvang van de Qiang vrij gering is ten opzichte van de buurvolken, wordt algemeen aangenomen dat de Qiang vroeger een groot en machtig volk waren. Hun oorsprong ligt vermoedelijk in de Shang-dynastie en ze zijn tevens voorouders van de Tibetanen.

## Historie
In het oude China werd de naam Qiang vaak gebruikt voor alle niet-Han-Chinezen in het noordwesten. Ze voerden regelmatig oorlogen met de bewoners in de vallei van de Gele Rivier, de voorouders van de Han. Pas tijdens de vorming van de staat Qin, werd de expansie van de Qiang een halt toe geroepen.
De structuur van het teken 羌 laat dit ook de kijk van de Chinezen op de Qiang zien. Het bestond uit twee elementen: 人 (mens) en 羊 (schaap), wat een schaaphoudend volk suggereert. Tijdens de Oostelijke Han-dynastie (25 - 220) en het tijdperk van de Drie Koninkrijken en Jin-dynastie (221 - 419), waren de Qiang wijd verspreid over de uitlopers van het noordelijke en oostelijke Tibetaans Hoogland. Dit gebied bevatte het gebied vanaf het Kunlungebergte in Sinkiang en Qinghai, tot en met het zuiden van Gansu, het westen van Sichuan, en het noorden van Yunnan. Later werd het gebruik van de term beperkt tot de verchineeste bevolking van de vallei van de Min Jiang, aangeduid als Qiangmin 羌民 (geregistreerd bij de Chinese overheid). En Fanqiang 番羌 (barbaarse Qiang) voor de overige minder verchineeste niet-Han in de omgeving.

## Taal
De Qiang hebben een eigen taal. Deze is te verdelen in twee talen, die beide behoren tot de Tibeto-Birmaanse taalgroep. De onderverdeling bestaat uit het Noordelijke Qiang, dat geen toontaal is en het Zuidelijke Qiang, dat wel een toontaal is. Toch liggen de twee talen dicht bijeen, en worden ze vaak als dialecten beschouwt.

## Religie
De Qiang kennen een polytheïstische religie. Een minderheid belijdt het daoïsme of de islam. Witte stenen worden in de religie van de Qiang gezien als heilig en worden elke dag vereerd op een huisaltaar. Men steekt wierookstokjes aan en maakt een koutou. Qiang die Tibetanen als naaste buren hebben belijden ook het Tibetaans boeddhisme.
Achang · Akha · Bai · Baima · Blang (Bulong) · Bonan · Buyi · Dai · Daur · De'ang · Dong · Dongxiang · Drung · Evenken · Gaoshan (Taiwanese aboriginals) · Gelao · Gin (Vietnamezen) · Han · Hani · Hlai (Li) · Hui · Jingpo · Jino · Kazachen · Kirgiezen · Koreanen · Lahu · Lhoba · Lisu · Mantsjoes · Maonan · Miao (Hmong) · Mongolen · Monpa (Menba) · Mulam (Mulao) · Nanai (Hezhe) · Naxi · Nu · Oeigoeren · Oezbeken · Oroqen · Pumi · Qiang · Russen · Salar · She · Sui · Tadzjieken · Tataren · Tibetanen (Zang) · Tu · Tujia · Wa (Va) · Yao · Yi · Yugur · Xibe · Zhuang